# Joknitel
Joknitel is een historisch merk van bromfietsen.
Jan Jonker, gevestigd in Helmond, construeerde in 1950 een verzwaard rijwiel met tankframe voor de inbouw van (waarschijnlijk) de HMW-Fuchs hulpmotor. Jonker was importeur voor HMW en ontwikkelde later voor dit bedrijf de eerste bromfietsen. De carrosserie was van eigen makelij, vervaardigd in Helmond, terwijl de benzinetanks van Duitse makelij waren. De overige onderdelen kwamen van andere aanbieders.
Jonker heeft twee modellen geproduceerd, beide voorzien van een 2-takt JLO-motor:
- een eencilindermodel van 200 cc uit 1954
- een paralleltwinmodel van 250 cc uit 1955